# Breed’s Hill

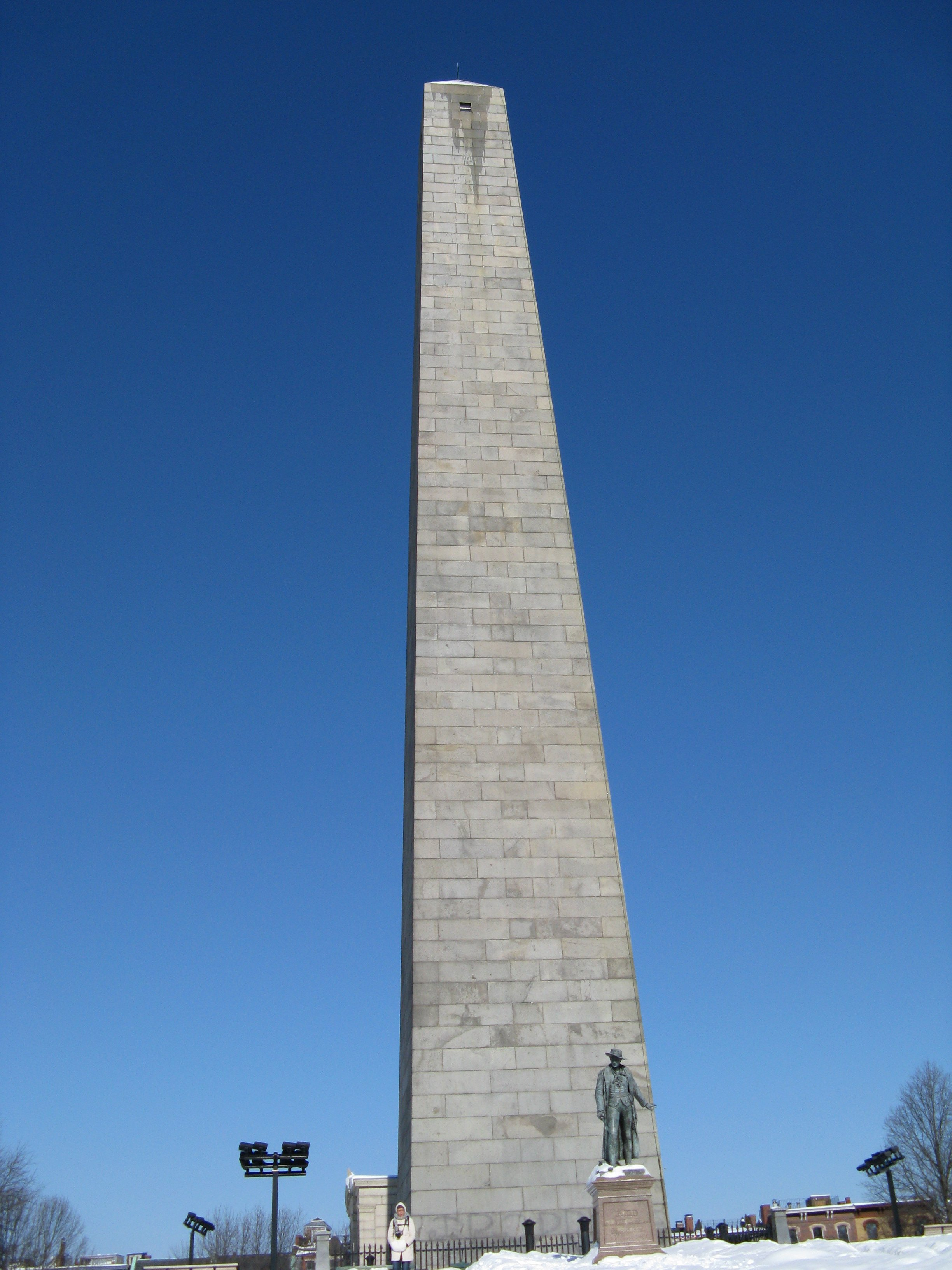
Das Bunker Hill Monument befindet sich auf dem höchsten Punkt des Breed’s Hill.

Der Breed’s Hill ist ein glazialer Drumlin im Bostoner Stadtteil Charlestown im Bundesstaat Massachusetts der Vereinigten Staaten. Der Hügel ist im Wesentlichen als der Ort bekannt, an dem im Jahr 1775 in einem frühen Stadium des Amerikanischen Unabhängigkeitskriegs ein großer Teil der Schlacht von Bunker Hill stattfand. Heute stehen auf dem Hügel Wohnhäuser, an seiner höchsten Erhebung jedoch befinden sich das Bunker Hill Monument und weitere Gedenkstätten an die Kampfhandlungen.

## Geografie
Der Breed’s Hill liegt im südlichen Teil der Charlestown-Halbinsel, die ursprünglich eine ovale Form hatte, heute jedoch eher dreieckig geformt ist und zu Kolonialzeiten noch über einen künstlichen Damm, der heute nicht mehr existiert, mit Cambridge verbunden war. Dies beruht auf umfangreichen Eingriffen in die Stadt- und Landschaftsgestaltung im 18. und 19. Jahrhundert, die auch die Führung des Charles River betrafen.
Der Hügel selbst ist 65 ft (19,8 m) hoch und fällt im Osten und Westen relativ steil ab. Auf seinem höchsten Punkt liegt der Monument Square mit dem Bunker Hill Monument. Neben den historischen Gedenkstätten und Einrichtungen für Touristen befinden sich auch viele Wohnhäuser sowie kommunale Einrichtungen und Einzelhandelsfilialen auf dem Hügel.

## Geschichte

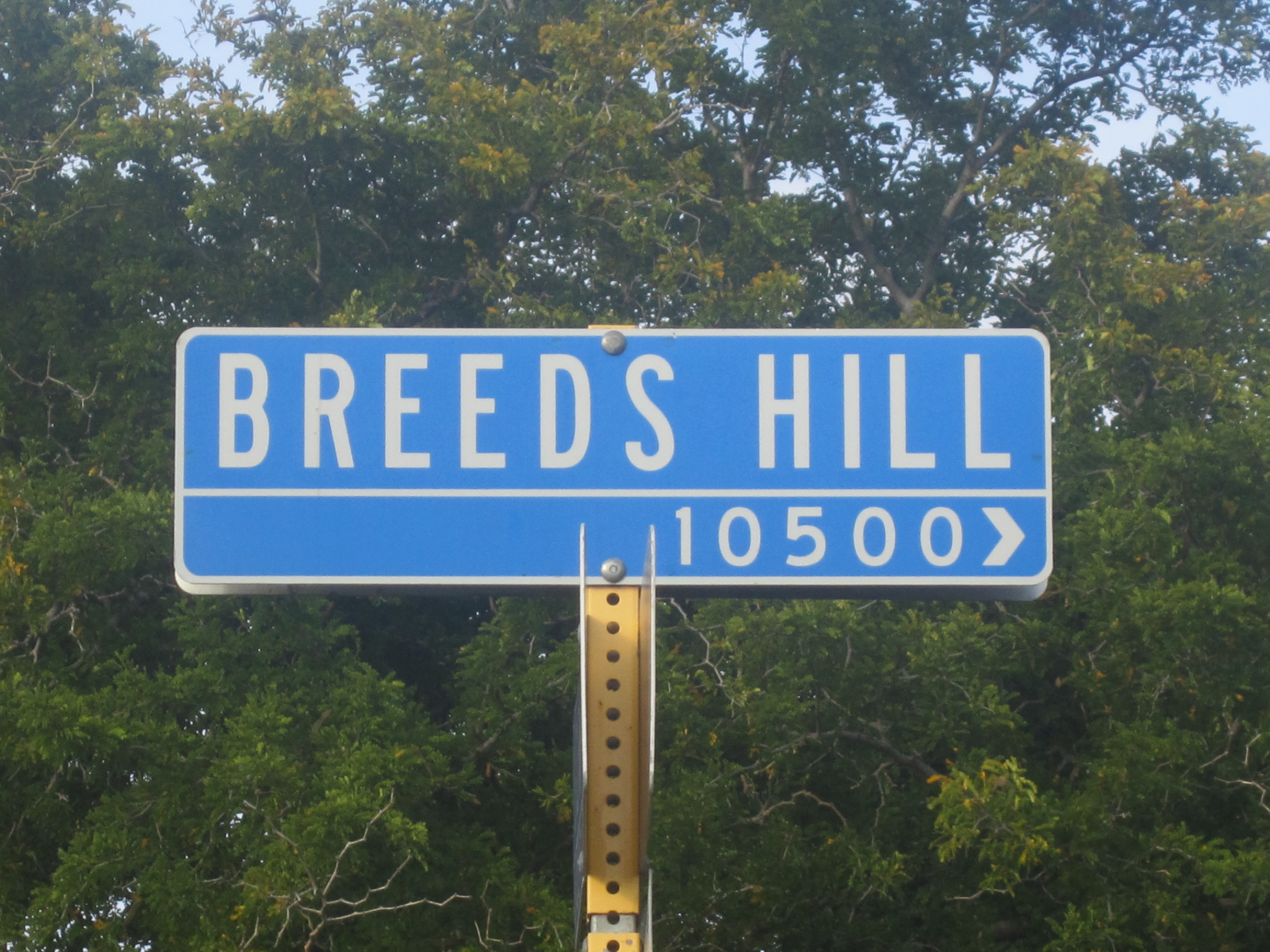
Dieses Straßenschild mit der Beschriftung Breeds Hill steht nicht in Massachusetts, sondern in San Antonio, Texas.

Die Kontinentalarmee hatte von Plänen der Briten erfahren, die Charlestown-Halbinsel in eine Festung zu verwandeln. Sie entschied sich daher, die Halbinsel zuerst zu erreichen, selbst eine Festung zu errichten und so eine ausreichend starke Bedrohung aufzubauen, um die Briten zum Verlassen von Boston zu zwingen. Am 16. Juni 1775 schlichen sich die amerikanischen Soldaten im Schutz der Dunkelheit unter der Führung von General Israel Putnam und Colonel William Prescott auf die Halbinsel, um Verteidigungspositionen auf dem Bunker Hill zu errichten.
Tatsächlich jedoch wurde stattdessen auf dem nahegelegenen Breed’s Hill eine Redoute, eine kleine und üblicherweise nur zeitweise genutzte Verteidigungsanlage, eingerichtet. Dieser Ort wurde wahrscheinlich gewählt, weil sich dieser Hügel etwas näher an Boston befand als der Bunker Hill. Am nächsten Morgen sahen die verblüfften Briten die über Nacht errichteten Verteidigungsanlagen der Rebellen auf dem Hügel und brachen umgehend auf, um das Gelände zurückzuerobern. Der daraus entstehende Konflikt ging vorwiegend deshalb – in Abweichung vom tatsächlichen Austragungsort – als Schlacht von Bunker Hill in die Geschichtsbücher ein, weil dies der Ort war, an dem Prescott ursprünglich befehlsgemäß beabsichtigte, die Verteidigungsanlagen zu errichten. Einige Historiker sehen den Breed’s Hill auch als Teil des Bunker Hill an, während andere ihn Charlestown Hill nannten.
Im Jahr 1825 begann die Bunker Hill Monument Association mit der Errichtung des Bunker Hill Monument und kaufte dazu 15 Acres Land.